# 淡黑羊舌鮃
淡黑羊舌鮃為輻鰭魚綱鰈形目鰈亞目鮃科的其中一種，亞熱帶海水魚，分布於東南太平洋Desventuradas及Juan Fernández群島海域，棲息在底層水域，生活習性不明。

## 扩展阅读
維基物種上的相關：淡黑羊舌鮃